# Charlie Raposo
Charles („Charlie“) Raposo (* 15. Januar 1996 in London) ist ein ehemaliger britischer Skirennläufer. Er war auf die Disziplin Riesenslalom spezialisiert.

## Biografie
Raposo erlernte das Skifahren als Siebenjähriger im Winterurlaub in Verbier und begann mit elf Jahren die ersten Rennen zu bestreiten. Im Alter von 14 Jahren zog er in die USA, um an der Green Mountain Valley School in Vermont zu studieren. Ab dem Winter 2011/12 nahm er an FIS-Rennen und nationalen Meisterschaften teil, im März 2014 folgte die erste Teilnahme an Juniorenweltmeisterschaften. Die ersten Einsätze im Nor-Am Cup hatte er im selben Monat, wobei er sich von Anfang an in den Punkterängen etablieren konnte. Am 23. Oktober 2016 startete er zum ersten Mal im Weltcup und belegte im Riesenslalom von Sölden Platz 71 unter 81 Klassierten.
Als erster Brite überhaupt gewann Raposo am 9. Januar 2018 im Far East Cup, einen Riesenslalom im südkoreanischen High 1 Resort. Wenige Wochen später, am 14. Februar, folgte in Stowe der erste Sieg im Nor-Am Cup. Nach dem Entschluss, sich künftig voll auf den Riesenslalom zu konzentrieren, startete er im Dezember 2018 nach über zweijähriger Pause wieder im Weltcup. Am 7. März 2019 gelang ihm mit Platz drei in Hinterstoder als erstem Briten überhaupt eine Podestplatzierung in einem Europacup-Riesenslalom. Der Vorstoß in die Nähe der Weltspitze folgte schließlich in der Weltcupsaison 2021/22. Mit Platz 17 im Parallelrennen von Lech am Arlberg holte er am 14. November 2021 erstmals Weltcuppunkte. Dieses Ergebnis übertraf er am 13. März 2022 im Riesenslalom von Kranjska Gora, den er auf Platz 16 beendete.
Nachdem er sich Anfang März 2024 im Weltcup-Riesenslalom von Aspen einen Kreuzbandriss zugezogen hatte, gab Raposo am 1. Mai 2024 seinen Rücktritt bekannt.

## Erfolge

### Weltmeisterschaften
- Vail/Beaver Creek 2015: 34. Riesenslalom
- Cortina d’Ampezzo 2021: 12. Mannschaftswettbewerb
- Courchevel 2023: 17. Riesenslalom

### Weltcup
- 2 Platzierungen unter den besten 20

### Weltcupwertungen
| Saison  | Gesamt | Gesamt | Riesenslalom | Riesenslalom | Parallel | Parallel |
| Saison  | Platz  | Punkte | Platz        | Punkte       | Platz    | Punkte   |
| ------- | ------ | ------ | ------------ | ------------ | -------- | -------- |
| 2021/22 | 109.   | 33     | 39.          | 19           | 17.      | 14       |

### Nor-Am Cup
- Saison 2017/18: 5. Riesenslalomwertung
- 3 Podestplätze, davon 1 Sieg:

| Datum            | Ort   | Land | Disziplin    |
| ---------------- | ----- | ---- | ------------ |
| 14. Februar 2018 | Stowe | USA  | Riesenslalom |

### Juniorenweltmeisterschaften
- Jasná 2014: 29. Slalom, 38. Riesenslalom
- Hafjell 2015: 17. Riesenslalom
- Åre 2017: 6. Riesenslalom

### Weitere Erfolge
- 1 Podestplatz im Europacup
- 1 Sieg im Far East Cup
- Europäisches Olympisches Jugendfestival 2013: 6. Riesenslalom
- 5 Siege in FIS-Rennen